# Festival tapati

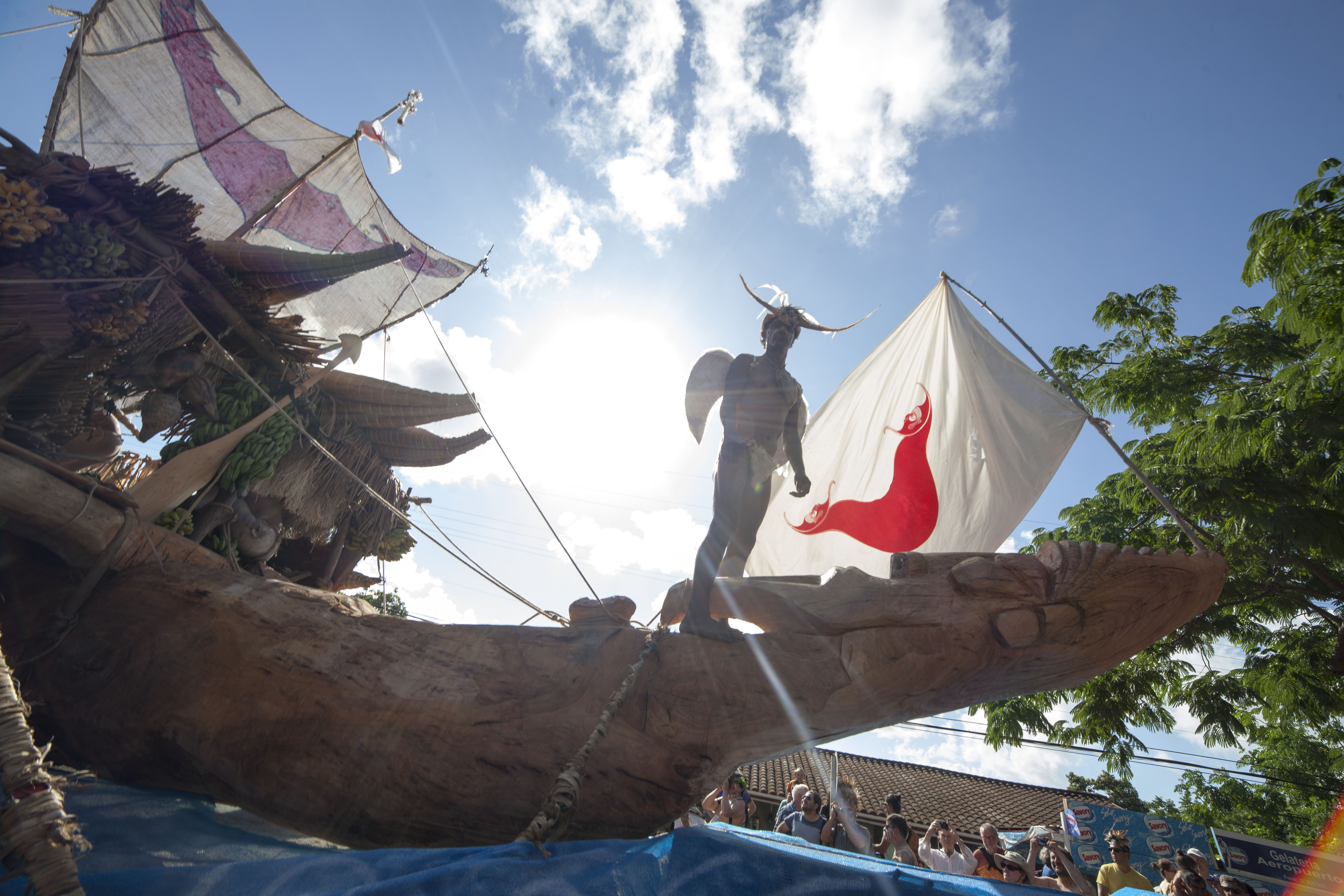
Scène du Tapati en 2015

Le festival tapati (semaine de l'Ile de Pâques en rapa nui) est un festival culturel se tenant depuis 1975 chaque année durant les dix premiers jours de février sur l'Ile de Pâques. Le but de ce festival est de conserver la culture et les traditions rapa nui.

## Déroulement
Le festival a lieu principalement à Hanga Vare Vare. Les rapa nui ainsi que les touristes forment deux "alliances" (équipes) représentants les castes antiques ayant peuplées l'île, chaque alliance défend une reine. Les deux alliances s'affrontent dans un peu plus d'une vingtaine d'épreuves afin d'obtenir le plus de points et ainsi que la reine qu'ils représentent soit élue reine de l'Ile de Pâques pendant un an. Depuis 2013, ce n'est plus une reine mais 6 athlètes masculins (hopu manu) que les alliances défendent afin de remémorer la légende du tangata manu et de faire en sorte que les jeunes rapa nui renouent avec leurs traditions. Des sites ont également étaient intégrés tels que l'Ahu Tongariki, l'Anakena et le centre cérémoniel de Tahai.

## Epreuves
Parmi les épreuves se trouvent le haka pei (sport dans lequel les concurrents glissent sur un tronc de bananier le long d'une pente), le tau'a rapa nui (sorte de triathlon), le pora (compétition de natation à l'aide d'un flotteur en roseau), le riu (concours de chants pour les ancêtres ou les morts de l'Ile de Pâques), le koro haka opo (épreuve musicale), le titingi mahute (épreuve consistant à reproduire le processus de fabrication du mahute (papyrus), les danses traditionnelles, les sculptures sur pierres, le body-painting, les préparations culinaires, la fabrication d'objets artisanaux, la gravure, les dessins, les concours agricoles ...